# (16765) Agnesi
Pour les articles homonymes, voir Agnesi.
(16765) Agnesi est un astéroïde de la ceinture principale.

## Description
(16765) Agnesi est un astéroïde de la ceinture principale. Il fut découvert le 16 octobre 1996 à Prescott (Arizona) par Paul G. Comba. Il présente une orbite caractérisée par un demi-grand axe de 2,63 UA, une excentricité de 0,11 et une inclinaison de 12,3° par rapport à l'écliptique.

## Compléments